# Igor Levchenko
Igor Levchenko (en ucraniano: Левченко Ігор Олександрович; Donetsk, 23 de febrero de 1991) es un futbolista ucraniano que juega de guardameta en el F. C. Dinamo Batumi de la Erovnuli Liga de Georgia.

## Carrera

### Clubes
Levchenko surgió de las categorías juveniles del Olimpik Donetsk en la que jugó 87 partidos, pasó al primer equipo en la temporada 2007-08 y debutó el 27 de julio de 2007 entrando como suplente en un partido frente al FC Poltava.
En 2010 fue cedido al equipo juvenil del Metalurg Zaporizhya, club en el que jugó media temporada antes de su regreso al Olimpik.
En la temporada 2011-12 fue cedido al equipo juvenil del Zorya Lugansk.

### Selección nacional
Su primer partido como internacional fue a la edad de 16 años el 15 de mayo de 2007 para la selección sub-16, en un partido frente a Moldavia en el cual su selección ganó 2-0.
En 2009 fue campeón de Europa con la selección sub-19, destacándose como figura del equipo con solo 3 tantos en contra en 5 partidos.
En 2010 debutó con la selección sub-20 en un encuentro frente a Turquía.
Aún no ha sido convocado por la máxima categoría de la selección nacional de su país.

## Estadísticas

### Clubes
Actualizado el 18 de mayo de 2014.
| Club                            | Temporada           | Liga | Liga | Copa nacional | Copa nacional | Total | Total | Prom. · |
| Club                            | Temporada           | PJ   | G    | PJ            | G             | PJ    | G     | Prom. · |
| ------------------------------- | ------------------- | ---- | ---- | ------------- | ------------- | ----- | ----- | ------- |
| F. C. Zarya Lugansk · Ucrania   | 2012-13             | 2    | 0    | 0             | 0             | 2     | 0     | 0,00    |
| F. C. Zarya Lugansk · Ucrania   | Total               | 2    | 0    | 0             | 0             | 2     | 0     | 0,0     |
| F. C. Olimpik Donetsk · Ucrania | 2013-14             | 4    | 0    | 0             | 0             | 4     | 0     | 0,0     |
| F. C. Olimpik Donetsk · Ucrania | Total               | 4    | 0    | 0             | 0             | 4     | 0     | 0,0     |
| Total en su carrera             | Total en su carrera | 6    | 0    | 0             | 0             | 6     | 0     | 0,0     |

### Selecciones
Actualizado el 18 de mayo de 2014.
| Selección           | Temporada           | Europa | Europa | Mundial | Mundial | Amistosos | Amistosos | Total | Total | Prom. · |
| Selección           | Temporada           | PJ     | G      | PJ      | G       | PJ        | G         | PJ    | G     | Prom. · |
| ------------------- | ------------------- | ------ | ------ | ------- | ------- | --------- | --------- | ----- | ----- | ------- |
| Sub-19 · Ucrania    | 2009-10             | 5      | 0      | 0       | 0       | 4         | 0         | 9     | 0     | 0,00    |
| Sub-19 · Ucrania    | Total               | 5      | 0      | 0       | 0       | 4         | 0         | 9     | 0     | 0,0     |
| Sub-20 · Ucrania    | 2010-11             | 0      | 0      | 0       | 0       | 1         | 0         | 1     | 0     | 0,00    |
| Sub-20 · Ucrania    | Total               | 0      | 0      | 0       | 0       | 1         | 0         | 1     | 0     | 0,0     |
| Total en su carrera | Total en su carrera | 5      | 0      | 0       | 0       | 5         | 0         | 5     | 0     | 0,0     |

## Palmarés
| Título                      | Equipo                      | País    | Año  |
| --------------------------- | --------------------------- | ------- | ---- |
| Campeonato de Europa Sub-19 | Selección de Ucrania sub-19 | Ucrania | 2009 |